# Matthieu Rozé
Pour les articles homonymes, voir Roze.
Matthieu Rozé est un acteur, réalisateur et scénariste français.

## Biographie
L'acteur est remarqué par Claude Pinoteau qui lui offre le rôle de Michel Fournier s'engageant dans les FFI dans La Neige et le Feu aux côtés de Geraldine Pailhas et Vincent Pérez, qui est l'un de ses plus grands rôles au cinéma.
Il a reçu le prix du court-métrage de la dixième édition du Festival international du film de comédie de l'Alpe d'Huez en 2007 avec son court-métrage Petit Poucet.

## Filmographie

### Acteur

#### Cinéma

##### Longs métrages
- 1988 : Cinq jours en juin de Michel Legrand : Michel
- 1991 : La Neige et le Feu de Claude Pinoteau : Michel Fournier
- 1996 : Nuits Blanches de Sophie Deflandre : Johann
- 2005 : Ryna de Ruxandra Zenide : Georges
- 2006 : On va s'aimer d'Ivan Calbérac : Raphaël
- 2006 : La Jungle de Matthieu Delaporte : Marc-Aurèle
- 2014 : Un illustre inconnu de Matthieu Delaporte : Bertrand, vendeur à la Fnac
- 2016 : Chocolat de Roschdy Zem : le gendarme imberbe
- 2019 : Persona non grata de Roschdy Zem : Micolini
- 2019 : Fourmi de Julien Rappeneau : conseiller de Pôle Emploi
- 2019 : Debout sur la montagne de Sébastien Beitbeder : présentateur Molokai
- 2021 : Le Trésor du Petit Nicolas de Julien Rappeneau : le guide du musée
- 2022 : La Nuit du 12 de Dominik Moll : M. Royer, le père de Clara
- 2022 : Les Miens de Roschdy Zem : Hervé
- 2023 : La Voie royale de Frédéric Mermoud : l'examinateur de Polytechnique
- 2023 : L'Amour et les forêts de Valérie Donzelli : le mari de Delphine
- 2024 : La Récréation de juillet de Pablo Cotten et Joseph Rozé : le proviseur

##### Courts métrages
- 1993 : Dracula mon amour de Serge Abi-Yaghi
- 1995 : Chassé croisé de Jean-Sébastien Viguié
- 2007 : Petit Poucet de lui-même : Tristan
- 2015 : 50 l'amour de Xavier Douin
- 2021 : A questo punto de Pablo Cotten et Joseph Rozé
- 2022 : Quand on aime, il faut partir de Pablo Cotten et Joseph Rozé : Claude Rotten

#### Télévision
- 1989 : Le Vagabond de la Bastille de Michel Andrieu (téléfilm) : Thomas Chantelou
- 1990 : Le Blé en herbe de Serge Meynard (téléfilm) : Phil
- 1992 : Un ballon dans la tête de Michaëla Watteaux (téléfilm) : Pedro
- 1992 : Prêcheur en eaux troubles de Georges Lautner (téléfilm) : Gaël
- 1993 : Les Noces de Lolita de Philippe Setbon (téléfilm) : Sébastien, le marié
- 1993 : Les Maîtres du pain d'Hervé Baslé (mini série télévisée) : Honoré à 20 ans
- 1995 : Pour l'amour de Thomas de Claude Gagnon (téléfilm) : Thomas
- 1995 : Eté brûlant de Jérôme Foulon (téléfilm) : Alexandre
- 1997 : Sud lointain de Thierry Chabert (mini série télévisée) : Cyril Mareuil
- 1997 : Les Cordier, juge et flic, saison 5, épisode 5 Le Crime d'à côté de Paul Planchon (série télévisée) : Daniel
- 1998 : Le Danger d'aimer de Jérôme Foulon (téléfilm) : Baptiste
- 1999 : Premier de cordée de Pierre-Antoine Hiroz (série télévisée) : Boule
- 2001 : L'Institutrice de Henri Helman (téléfilm) : Henri
- 2001 : Gardiens de la mer de Christiane Lehérissey (téléfilm) : Romain
- 2003-2004 : Frank Riva, saisons 1 et 2, quatre épisodes (série télévisée) : Jean-Luc Roth
- 2001 : Les Semailles et les Moissons de Christian François (mini série télévisée) : Patrice
- 2001 : A bicyclette de Merzak Allouache (téléfilm) : Fabien
- 2004 : Joe Pollox et les mauvais esprits de Jérôme Foulon (téléfilm) : Nathan
- 2004 : Les Cordier, juge et flic, saison 13, épisode 2 Faux départ de Gilles Béhat (série télévisée) ; Fabien
- 2004-2009 : Central Nuit, saisons 3 à 7 (série télévisée) : lieutenant Lucien Dangas, alias « Lulu »
- 2005 : Quai numéro un, saison 8, épisode Petit loup de Patrick Jamain (série télévisée) : Jérémie Labrousse
- 2006 : Ange de feu, saison 1 (série télévisée) : Xavier Pouly
- 2006 : Le Cocon, débuts à l'hôpital, saison 1, épisode 4 (série télévisée) : Grégory
- 2006 : Boulevard du palais, saison 8, épisode 4 (série télévisée) : Simon Plissoni
- 2006 : Diane, femme flic, saison 4, épisode 2 (série télévisée) : Julien
- 2008 : Retrouver Sara de Claude d'Anna (téléfilm) : Arnaud
- 2011 : Louis XVI, l'homme qui ne voulait pas être roi de Thierry Binisti (téléfilm) : Comte de Provence
- 2014 : Les Amis à vendre de Gaëtan Bevernaege (téléfilm) : Guy Begond
- 2014 : Famille et Turbulences d'Éric Duret (téléfilm) : Pierre
- 2014 : Profilage, saison 5, épisode 4 (série télévisée): Julien Sibony
- 2015 : Alex Hugo, saison 1, épisode 2 Comme un oiseau sans aile d'Olivier Langlois (série télévisée) : Luc Florval
- 2015 : Camping Paradis, saison 7, épisode 1 Affaire de famille de Stéphane Franchet (série télévisée) : Olivier Bourdel
- 2016 : Candice Renoir, saison 4, épisode 8 Pas de fumée sans feu d'Olivier Barma (série télévisée) : Cyril
- 2017 : Nina, saison 3, épisode 4 Une étrange absence d'Hervé Brami (série télévisée) : Maxence
- 2019 : Chérif, saison 6, épisode 3 Pièce à convictions de Karim Ouaret (série télévisée) : Florent Lebreton
- 2023 : Louis 28, de Géraldine de Margerie et Maxime Donzel (série télévisée) : Duc de Gabin
- 2023 : Panda de Nicolas Cuche et Jérémy Mainguy : Frédéric Berthelot
- 2023 : Vise le cœur (série télévisée) :  Yvan Guilpain
- 2024 : Brocéliande de Bruno Garcia : Charles Prigent

### Réalisateur-scénariste

#### Courts métrages
- 2003 : Félicitations
- 2007 : Petit Poucet

#### Long métrage
- 2021 : Azuro

## Théâtre
- 1997 : L'Ecornifleur de Jules Renard, mise en scène de Marion Bierry, Théâtre de poche
- 2010 : Les Amis du placard de Gabor Rassov, mise en scène de Pierre Pradinas, La Pépinière Théâtre
- 2011-2012 : 29 degrés à l'ombre et Embrassons-nous, Folleville ! d'Eugène Labiche, mise en scène de Pierre Pradinas, Théâtre de la Tempête, La Pépinière théâtre, tournée
- 2013 : Mélodrame(s) de Gabor Rassov, mise en scène de Pierre Pradinas, Pépinière Théâtre
- 2014-2015 : Oncle Vania d'Anton Tchekov, mise en scène de Pierre Pradinas, Théâtre de l'Union, Théâtre du Jeu de Paume, tournée
- 2016-2017 : La Cantatrice chauve d'Eugène Ionesco, mise en scène de Pierre Pradinas, Centre national de création d'Orléans, tournée
- 2019 : Le Prénom de Matthieu Delaporte et Alexandre de la Patellière, mise en scène de Bernard Murat, tournée

## Distinctions
- Festival de L'Alpe d'Huez 2007 : Prix du court métrage pour Petit Poucet
- Festival international du film de Pékin 2022 : en compétition pour le prix du meilleur nouveau film pour Azuro